# Oudwestnoords
Uit Oernoords ontstond runen-Oudwestnoords.
Uit het Oudwestnoords zijn het huidige IJslands, Faeröers en Noors ontstaan. IJslands door het Oudijslands en Middelijslands, Faeröers en Noors beide uit het Oudnoors, waarna Noors doorontwikkeld werd via Middelnoors, en Faeröers langs Oudfaeröers. Uit het Oudnoors ontstond nog een derde tak, het inmiddels uitgestorven Oudnorn en Norn.
Het samenvoegen van de combinaties -mp-,-nt- en -nk- tot -pp-,-tt- en -kk- in Oudwestnoords markeerde het eerste onderscheid tussen de oosterse en westerse dialecten.
De volgende tabel toont dit aan:
| Nederlands  | Oudwestnoords | Oudoostnoords | Oernoords   |
| ----------- | ------------- | ------------- | ----------- |
| paddenstoel | s(v)ǫppr      | svamper       | *swampu     |
| steil       | brattr        | branter       | *brantaz    |
| weduwe      | ekkja         | ænkia         | *ain(a)kjōn |
| krimpen     | kreppa        | krimpa        | *krimpan    |
| sprinten    | spretta       | sprinta       | *sprintan   |
| zinken      | søkkva        | sænkva        | *sankwian   |

Een vroeg verschil tussen Oudwestnoords en de andere dialecten was dat Oudwestnoords bú (woning), kú (accusatief voor koe) en trú (geloof/vertrouwen) vormde, waar Oudoostnoords er bō, kō en trō van maakte. Oudwestnoords werd ook gekenmerkt door het behoud van de u-umlaut, wat betekende dat bijvoorbeeld het Oernoordse *tanþu (tand) werd uitgesproken als tǫnn en niet als tann zoals in post-runen Oudoostnoords; Oudwestnoords vormde gǫ́s en runen Oudoostnoords gǭs, waar post-runen Oudoostnoords gās maakte.
De vroegste vorm van de tekst verschijnt in runeninscripties en in gedichten samengesteld rond ca. 900 door Tjodolf van Hvin. De vroegste handschriften stammen uit de periode 1150-1200 en hebben betrekking op zowel juridische, religieuze en historische zaken. Tijdens de 12de en 13de eeuw waren Trøndelag en Vestlandet de belangrijkste gebieden van het Noorse koninkrijk en zij vormden Oudwestnoords tot een archaïsche taal met een rijke reeks verbuigingen. Oudwestnoords kende weinig dialectvariatie, en Oudijslands verschilde niet veel meer met Oudoost- en Westnoords dan de Oudnoordse dialecten met elkaar.
Oudnoords verschilde al vroeg van de Oudijslands door het verlies van de medeklinker h in oorspronkelijke positie voor l, n en r. Waar Oudijslandse manuscripten het woord hnefi (vuist) gebruiken, kiezen Oudnoordse manuscripten voor nefi.
In de late 13de eeuw begonnen Oudijslands en Oudnoords meer te verschillen. Na ca. 1350 lijken de Zwarte Dood en volgende sociale omwentelingen de verandering van de taal in Noorwegen te hebben versneld. Vanaf de late 14de eeuw is de gangbare taal in Noorwegen in het algemeen aangeduid als het Middelnoors.
Oudwestnoords onderging een verlenging van de voorste klinkers op een bepaald punt, met name in Noorwegen, zodat het Oudwestnoordse eta éta werd, het Oudnoordse akr ⇒ ákr,  het Oudijslandse ek ⇒ ék.